# أكسل غوتهارد
أكسل غوتهارد (بالألمانية: Axel Gotthard)‏ هو مؤرخ ألماني، ولد في 21 أبريل 1959 في شفايبيش غموند في ألمانيا.